# حسن سلطانی (مجری)

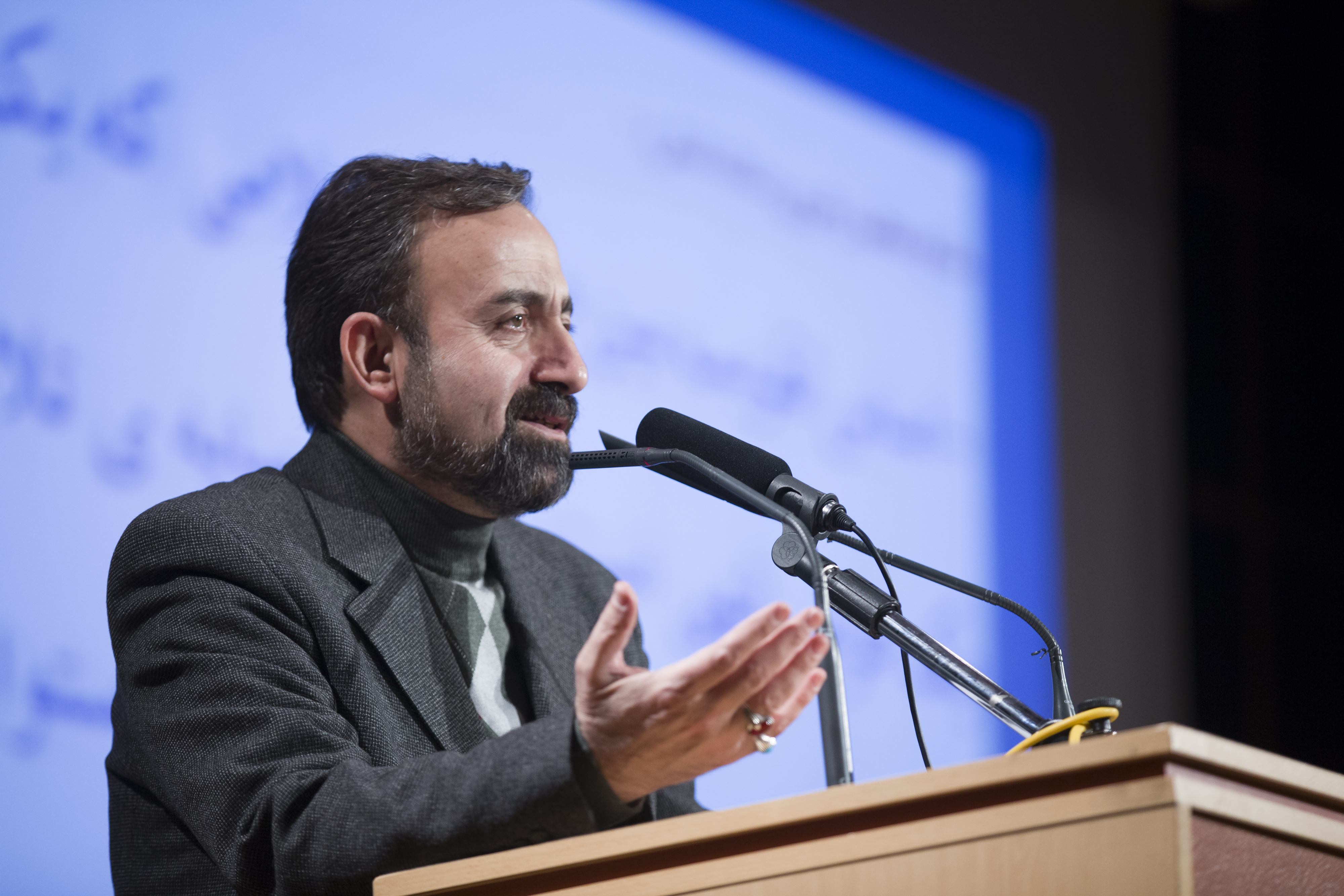

حسن سلطانی (زادهٔ ۱۳۳۸، همدان) یکی از مجریان سازمان صدا و سیمای جمهوری اسلامی ایران است.
حسن سلطانی مجری برنامه‌های مذهبی سیما است و به‌واسطهٔ مجری‌گری در برنامهٔ انتخابات ریاست‌جمهوری از شهرت بیشتری برخوردار شد.
در سابقهٔ فعالیت‌های این مجری پیش‌کسوت و گویندهٔ ارشد، اجرای برنامه‌های گفت‌وگو محور سیاسی ۴۵ دقیقه، تا انتها، دو نیم ساعت (شبکهٔ خبر)، گویندگی اخبار مشروح شبکه‌های ۲، خبر و جام‌جم، مدیر گویندگان شبکهٔ خبر، گویندگی برنامه‌های رادیوییِ در انتهای شب، تا به سرچشمهٔ نور (دههٔ ۱۳۶۰) و انبوهی از برنامه‌های معارفی از جمله اجرای برنامهٔ زندهٔ مصباح (شبکهٔ ۳) و برنامهٔ حسینیه (شبکهٔ جام‌جم) به چشم می‌خورد.

## عملکرد
وی در سال ۱۳۵۸ وارد بخش صدا و سیمای ایران شده و تا سال ۱۳۷۹ در شبکهٔ دوم به گویندگی خبر مشغول بوده‌است. سپس به شبکهٔ خبر ایران رفته و در سال‌های ۱۳۸۱ تا ۱۳۸۳ در واحد اطلاعات و اخبار سازمان صدا و سیمای ایران مشغول به کار بوده‌است. وی همچنین سابقهٔ گویندگی خبر در شبکهٔ جام‌جم را نیز دارد.
سلطانی از سال ۱۳۸۳ تا ۱۳۹۰ بخش گفت‌وگوهای سیاسی شبکهٔ خبر ایران را اجرا می‌کرده‌است. همچنین اجراهای معارفی را از سال ۱۳۶۹ و ۱۳۷۰ شروع کرده‌است.
از دیگر فعالیت‌های وی گویندگی در برنامه‌های مناسبتیِ رادیو از سال‌های ۱۳۶۶ و ۱۳۶۷ تا ۱۳۸۳ بوده‌است.